# Gurgy-la-Ville
Gurgy-la-Ville település Franciaországban, Côte-d’Or megyében. Lakosainak száma 26 fő (2022. január 1.). Gurgy-la-Ville Aubepierre-sur-Aube, Les Goulles, Gurgy-le-Château, Lucey és Rouvres-sur-Aube községekkel határos.

## Népesség
A település népességének változása:
| Lakosok száma | 77   | 54   | 45   | 34   | 36   | 36   | 33   | 26   | 26   | 26   |
|               | 1968 | 1982 | 1990 | 2006 | 2013 | 2015 | 2017 | 2019 | 2020 | 2022 |